# Halleluja Paul
Halleluja Paul (bürgerlich Paul Kellner; * 1950 in Nußdorf-Debant; † 26. Juni 2023 in Korfu, Griechenland) war ein österreichischer Pfarrer und Musiker. Seinen Spitz- und Künstlernamen erhielt er, weil er das Wort „Halleluja“ als Grußwort benutzte.

## Leben
Kellner schloss eine Ausbildung als Lebensmitteleinzelhändler ab, mit 22 Jahren nahm er die Stelle eines Fahrers in einem Innsbrucker Bahnbetrieb an. Wegen einer erst spät diagnostizierten Farbsehschwäche schied er aus dem Fahrdienst aus, weshalb er 27-jährig eine Ausbildung zum Erzieher in Pfaffenhofen begann. Nach erfolgreichem Abschluss arbeitete er erst im SOS-Kinderdorf in Nußdorf, dann bei der Lebenshilfe Österreich in Innsbruck und schließlich in einem neu eröffneten Kinderheim in Lienz.
Durch einen Freund kam er in Kontakt mit der Charismatischen Bewegung, an deren Treffen er teilnahm. Hierbei sammelte er prägende positive Eindrücke. Als er von der Möglichkeit einer Studienberechtigungsprüfung erfuhr, ließ er sich 1988/89 in Horn für die Studienberechtigung vorbereiten, die er schließlich erhielt. Nach erfolgreichen Studium verbrachte er sein Pastoraljahr beim Priesterseminar in Zams, die Weihe zum Diakon erhielt er 1999 von Alois Kothgasser in Lienz, sein Diakonatsjahr verbrachte er daraufhin in Zirl. Der Weihe zum Priester stand zunächst Kellners frühere Nähe zur Charismatischen Bewegung im Weg, dennoch wurde er 2001 von Kothgasser zum Priester geweiht, woraufhin er zunächst in Zirl, in Schwaz, in Amlach und schließlich in Lavant als Pfarrer wirkte.
Kellner lebte zuletzt in Innsbruck. Er starb während eines Urlaubs auf Korfu, wo er von einem Schwimmgang ins Meer nicht mehr zurückkehrte und ertrank. Seine Grabstätte befindet sich auf dem Ortsfriedhof in Nußdorf.

## Musikalischer Werdegang
Kellner war bereits als Kind musikalisch veranlagt, in einem Interview erinnert er sich: „Ich sagte, ich interessiere mich für Musik und alte Leute. Man sagte mir: ‚schlag dir das aus dein' Kopf, wir sind da in Osttirol, erlerne einen Beruf wie alle anderen‘“. Sein Bruder, der Musikproduzent Toni Kellner, versuchte ab 2004 sieben Jahre lang, seinen musikalischen Bruder zu einer Aufnahme zu bewegen. Kurz zuvor war bei Paul Kellner bei Untersuchungen nach einem Autounfall ein Hirntumor festgestellt worden.
2011 veröffentlichte Kellner unter dem Künstlernamen „Halleluja Paul“ schließlich seine erste Single Liebe deinen Nächsten wie dich selbst, für die er überwiegend positive Rückmeldungen erhielt. 2013 wurde mit Zeit für ein Lied das erste Album vorgestellt. Das von Telamo verlegte Album erreichte in den österreichischen Album-Charts Platz 32. Die Erlöse aus den Musikverkäufen spendete Kellner an das katholische Hilfswerk Kirche in Not.

## Diskografie

### Alben
- 2013: Zeit für ein Lied

### Singles
- 2011: Liebe deinen Nächsten wie dich selbst
- 2013: Einen gold'nen Wanderstab
- 2013: Halleluja – Ein Wort aus alter Zeit
- 2013: Gesegnet bist Du